# Turistická značená trasa 0638
 Turistická značená trasa 0638 je 22,5 km dlouhá červeně značená trasa Klubu českých turistů ve Zlatohorské vrchovině a okrese Bruntál spojující Třemešnou a Osoblahu. Její převažující směr je severovýchodní.

## Průběh trasy
Turistická trasa má svůj počátek v Třemešné u vlakového nádraží, kde navazuje na zde končící zeleně značenou trasu 4810 z Biskupské kupy. Trasa prochází obcí a poté stoupá jihovýchodním směrem nejprve po pěšině a poté po lesní cestě do západního svahu Kobyly na rozcestí s modře značenou trasou 2287 z Liptaně do Města Albrechtic. Trasa dále stoupá lesní cestou do sedla mezi Kobylu a Obecní vrch a poté z něj klesá do Bučávky. Z ní pokračuje jihovýchodním směrem po místní komunikaci do Nového Lesa a dále k východu do Slezských Rudoltic. Po průchodu městem vede trasa opět po místní komunikaci k severu kolem místního nádraží přes železniční trať Třemešná ve Slezsku - Osoblaha do Dolních Povelic. Odtud pokračuje k východu po silnici směr Bohušov. Z ní odbočuje k jihu podél Karlovského potoka k Bohušovskému rybníku, který po polní cestě obchází z jihu. Po pěšinách po levém břehu Osoblahy se postupně stáčí k severu a přes kemp přichází do Bohušova. V centru obce je výchozí jednak shodně značená odbočka na hrad Fulštejn a jednak zeleně značená trasa 4888 do Pitárného. Z Bohušova pokračuje trasa severním směrem po asfaltové komunikaci podél úbočí široké nivy Osoblahy do stejnojmenného města. Jím prochází, stáčí se k jihovýchodu a u místního nádraží končí bez návaznosti na žádnou další turistickou trasu.

## Historie
- K Bohušovskému rybníku se ze silnice odbočovalo asi o 200 metrů dříve na cestu přes pole, která je již dnes rozorána.
- Odbočka k hradu Fulštejn nevedla podél řeky Osoblahy, ale východněji po silnici směr Ostrá Hora a dále západním směrem přes Vinný vrch.[3]

## Turistické zajímavosti na trase
- Kostel svaté Kateřiny ve Slezských Rudolticích
- Kostel svatého Martina v Bohušově
- Socha Panny Marie v Bohušově
- Hrad Fulštejn
- Železniční trať Třemešná ve Slezsku - Osoblaha